# Dirk Kempthorne
Dirk Arthur Kempthorne (ur. 29 października 1951) – amerykański polityk, członek Partii Republikańskiej. W czasie swojej kariery politycznej zajmował wiele stanowisk. Między innymi w latach 1985-1993 pełnił funkcję burmistrza miasta Boise w stanie Idaho, w latach 1993–1999 zasiadał w Senacie Stanów Zjednoczonych jako senator z Idaho, a w latach 1999–2006 był gubernatorem tego stanu. W latach 2006–2009 był Sekretarzem Departamentu Zasobów Wewnętrznych Stanów Zjednoczonych w gabinecie prezydenta George’a W. Busha.